# Raaba-Grambach
Raaba-Grambach ist seit Jahresbeginn 2015 eine Marktgemeinde im Bezirk Graz-Umgebung in der Steiermark. Sie entstand im Rahmen der Gemeindestrukturreform in der Steiermark aus den mit Ende 2014 aufgelösten Gemeinden Raaba und Grambach.
Eine Beschwerde, die von beiden Gemeinden gegen die Zusammenlegung beim Verfassungsgerichtshof erhoben wurde, war nicht erfolgreich.

## Geografie

### Geografische Lage
Die Gemeinde liegt direkt am südöstlichen Stadtrand der Landeshauptstadt Graz im oststeirischen Hügelland und gehört zum Grazer Becken. Bestimmendes Fließgewässer ist der Raababach, an dem bis 2017 ein Hochwasserrückhaltebecken errichtet wurde.

### Gemeindegliederung
Das Gemeindegebiet umfasst vier Ortschaften (Einwohner Stand 1. Jänner 2024):
- Dürwagersbach (165) samt Sternleiten
- Grambach (1895) samt Eisenberg, Erlenstraße, Forstsiedlung, Grünfeldsiedlung, Himmelreich, Hinterleiten, Höhenstraße und Wolfsgraben
- Lamberg (254)
- Raaba (2669) samt Hart und Tiefental

und besteht aus zwei Katastralgemeinden (Fläche Stand 31. Dezember 2023):
- Grambach (694,38 ha)
- Raaba (770,83 ha)

### Eingemeindungen
Mit 1. Jänner 2015 wurden die Gemeinden Raaba und Grambach zusammengelegt.

### Nachbargemeinden
| Graz       | Hart bei Graz                               | Laßnitzhöhe |
| Gössendorf | Kompassrose, die auf Nachbargemeinden zeigt | Vasoldsberg |
| Gössendorf | Hausmannstätten                             | Vasoldsberg |

## Geschichte
1265 wurde Grambach erstmals in den Registern des Grazer Marschallamtes erwähnt.
Bis 1848 gehörte der Ort zu mehreren Grundherrschaften wie den Herrschaften Liebenau, Messendorf-Hintenfeld, Münzgraben, Mühlegg, Schwarzenegg, Vasoldsberg, der Kommende Leech der Kreuzerischen Gült, den Dominikanerinnen zu Graz, dem Gut Kellerhof und den Pfarrgülten Hausmannstätten und Fernitz.
Die beiden Ortsgemeinden Raaba und Grambach entstanden 1850 als autonome Körperschaften. Nach der Annexion Österreichs 1938 kamen die Gemeinden zum Reichsgau Steiermark, 1945 bis 1955 waren sie Teil der britischen Besatzungszone in Österreich.
Im Jahr 2000 wurde Raaba zur Marktgemeinde erhoben.

### Bevölkerungsentwicklung
| Raaba-Grambach: Einwohnerzahlen von 1869 bis 2024   | Raaba-Grambach: Einwohnerzahlen von 1869 bis 2024 | Raaba-Grambach: Einwohnerzahlen von 1869 bis 2024 | Raaba-Grambach: Einwohnerzahlen von 1869 bis 2024 | Raaba-Grambach: Einwohnerzahlen von 1869 bis 2024 |
| --------------------------------------------------- | ------------------------------------------------- | ------------------------------------------------- | ------------------------------------------------- | ------------------------------------------------- |
| Jahr                                                |                                                   |                                                   |                                                   | Einwohner                                         |
| 1869                                                | 1869                                              |                                                   | 1.608                                             | 1.608                                             |
| 1880                                                | 1880                                              |                                                   | 1.139                                             | 1.139                                             |
| 1890                                                | 1890                                              |                                                   | 1.178                                             | 1.178                                             |
| 1900                                                | 1900                                              |                                                   | 1.159                                             | 1.159                                             |
| 1910                                                | 1910                                              |                                                   | 1.196                                             | 1.196                                             |
| 1923                                                | 1923                                              |                                                   | 1.281                                             | 1.281                                             |
| 1934                                                | 1934                                              |                                                   | 1.331                                             | 1.331                                             |
| 1939                                                | 1939                                              |                                                   | 1.291                                             | 1.291                                             |
| 1951                                                | 1951                                              |                                                   | 1.404                                             | 1.404                                             |
| 1961                                                | 1961                                              |                                                   | 1.643                                             | 1.643                                             |
| 1971                                                | 1971                                              |                                                   | 2.232                                             | 2.232                                             |
| 1981                                                | 1981                                              |                                                   | 2.472                                             | 2.472                                             |
| 1991                                                | 1991                                              |                                                   | 2.870                                             | 2.870                                             |
| 2001                                                | 2001                                              |                                                   | 3.252                                             | 3.252                                             |
| 2011                                                | 2011                                              |                                                   | 3.828                                             | 3.828                                             |
| 2021                                                | 2021                                              |                                                   | 4.732                                             | 4.732                                             |
| 2024                                                | 2024                                              |                                                   | 4.983                                             | 4.983                                             |
| Quelle(n): Statistik Austria, Gebietsstand 1.1.2021 |                                                   |                                                   |                                                   |                                                   |

## Kultur und Sehenswürdigkeiten

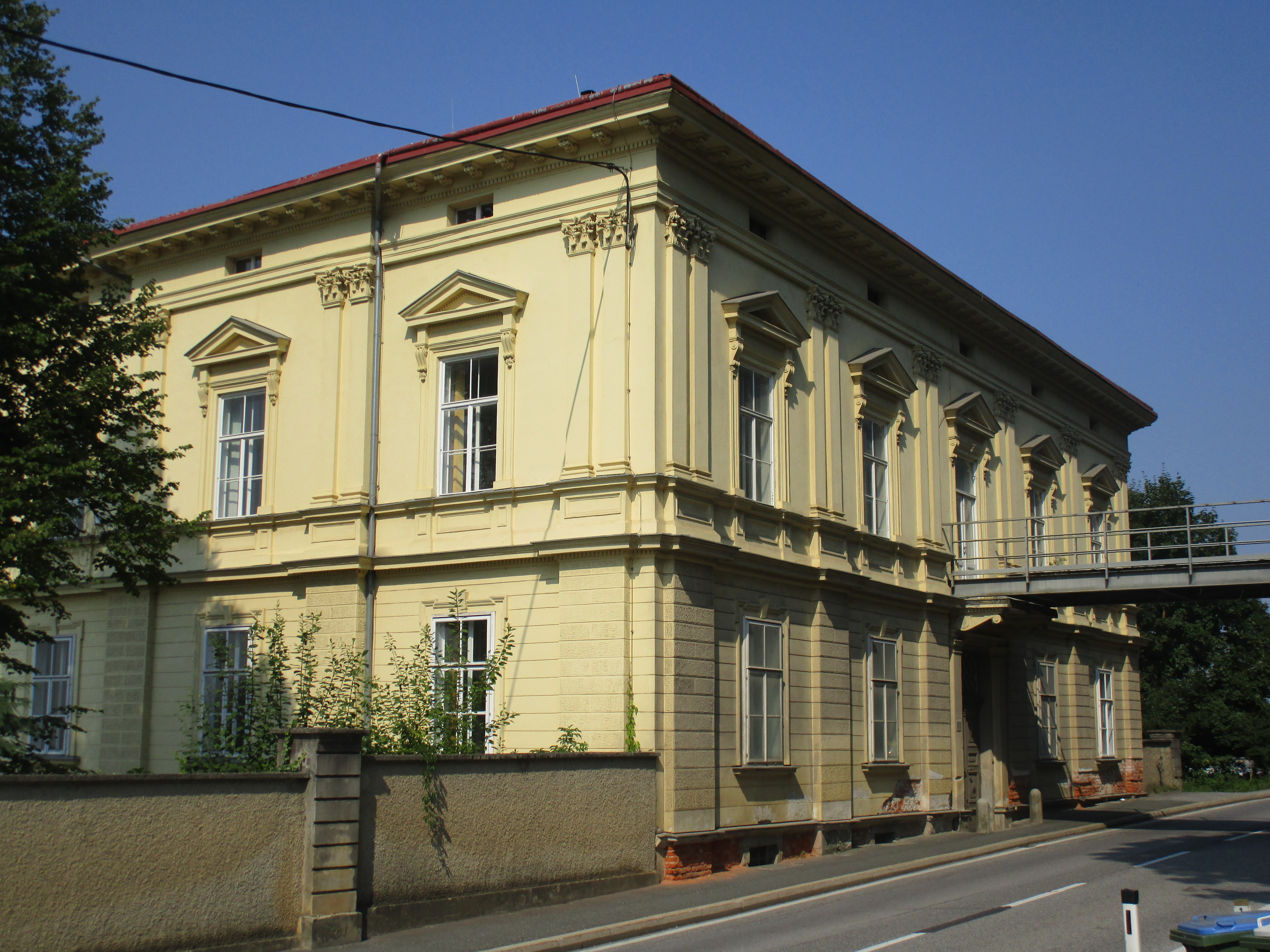
Schloss Spielerhof in Grambach

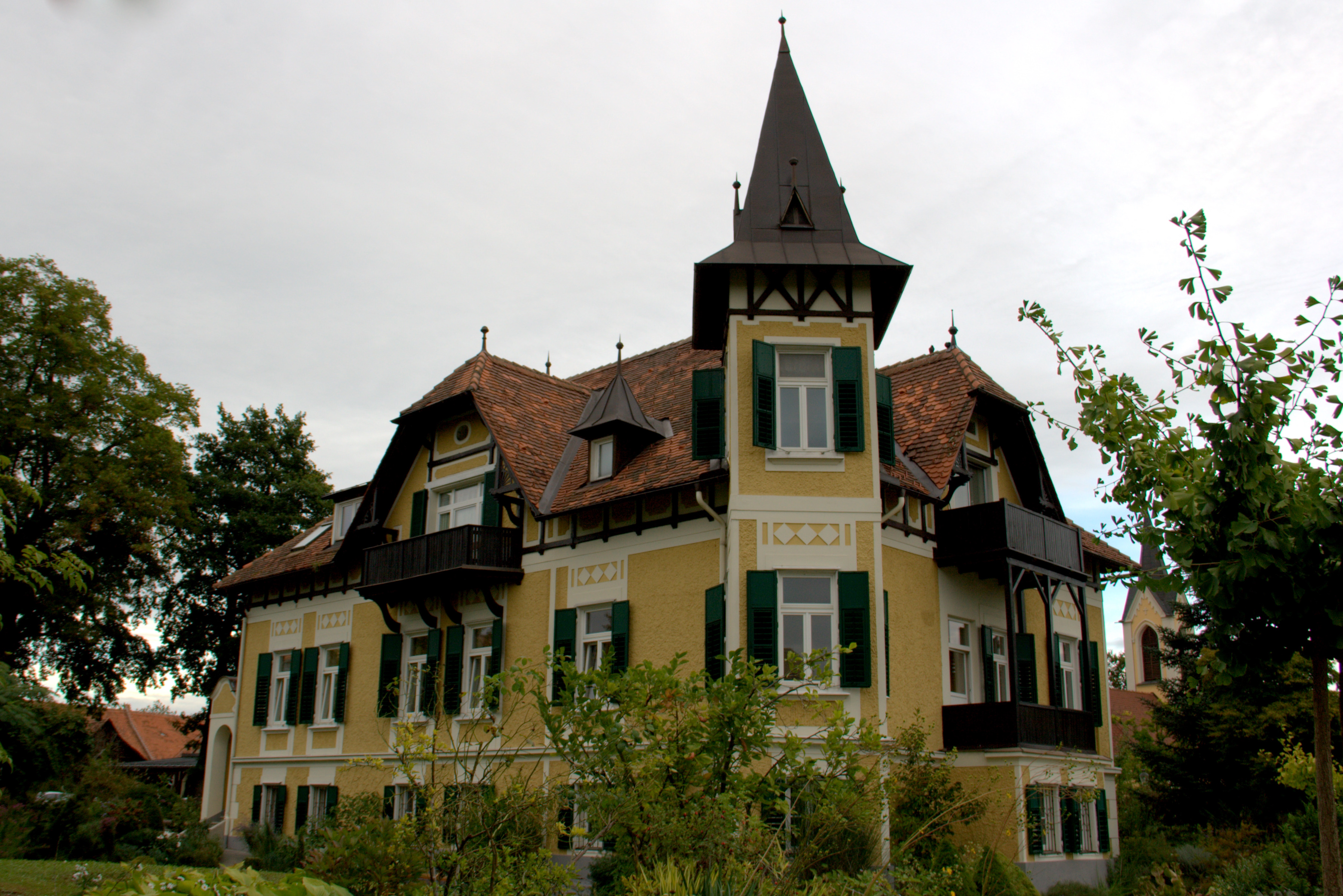
Böhmervilla in Raaba

- Marienkapelle in Raaba
- Ortskapelle in Grambach
- Kapelle zum gegeißelten Heiland in Raaba

- Schloss Spielerhof in Grambach

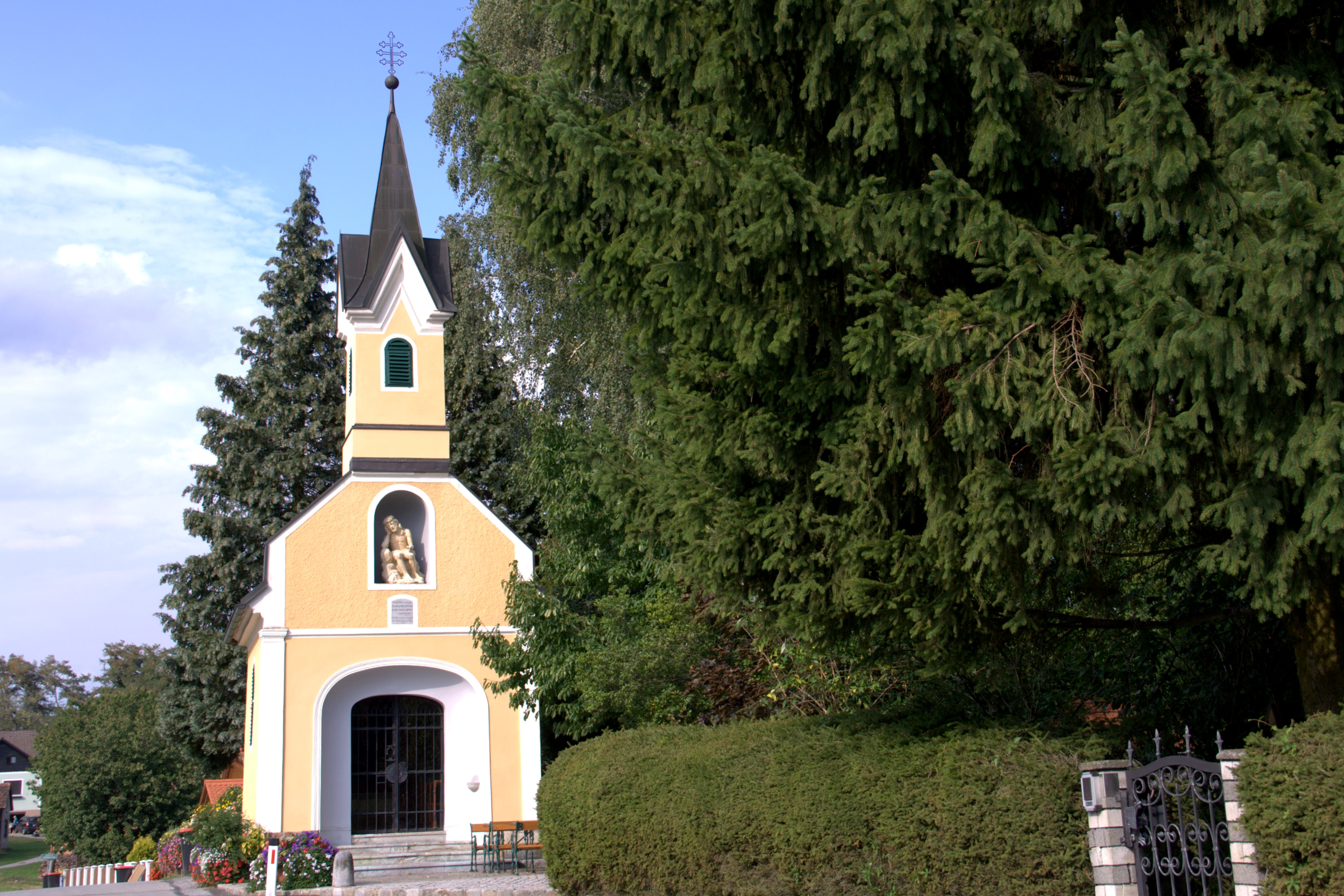
Böhmervilla in Raaba, wurde 1870 im Jugendstil als Gut Neuhof erbaut und 1910 erneuert.
- Marienkapelle in Raaba
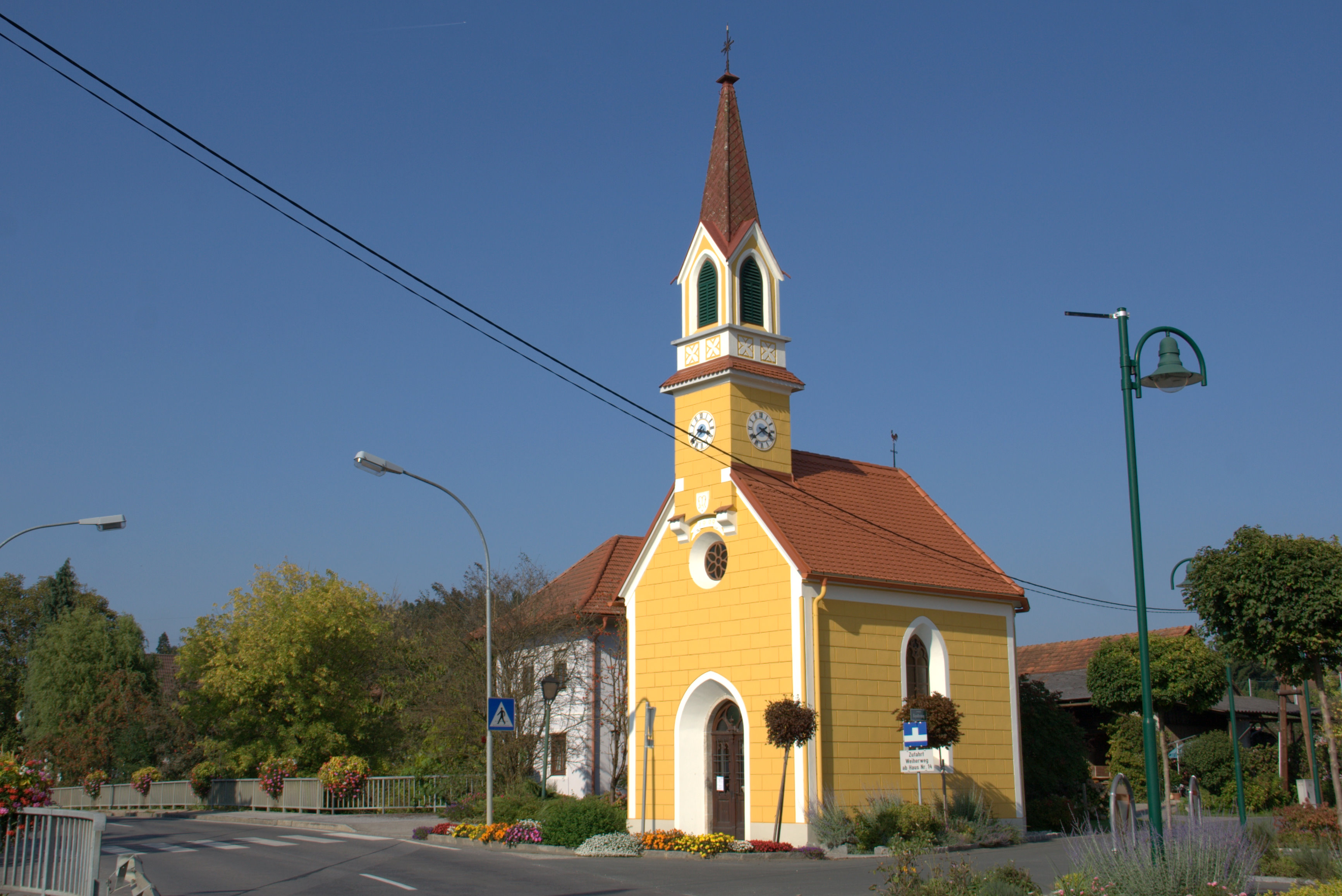
Ortskapelle in Grambach
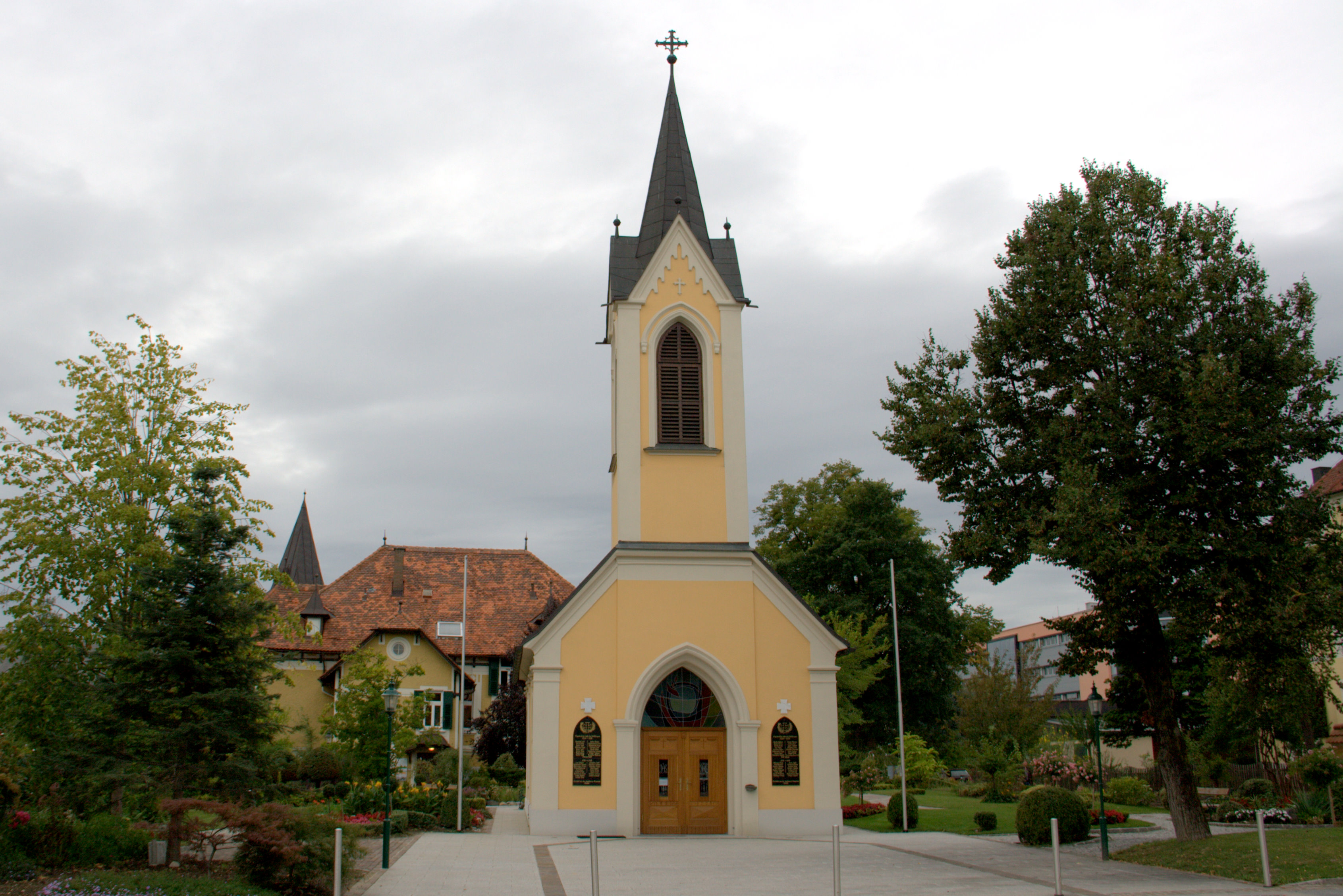
Kapelle Zum gegeißelten Heiland in Raaba

### Parks
Der Lebenspark 2000 in Raaba entstand durch Zusammenlegung des Böhmerparks mit dem Garten der Fleckgründe und hat eine Fläche von ca. 11.000 m².

## Wirtschaft und Infrastruktur

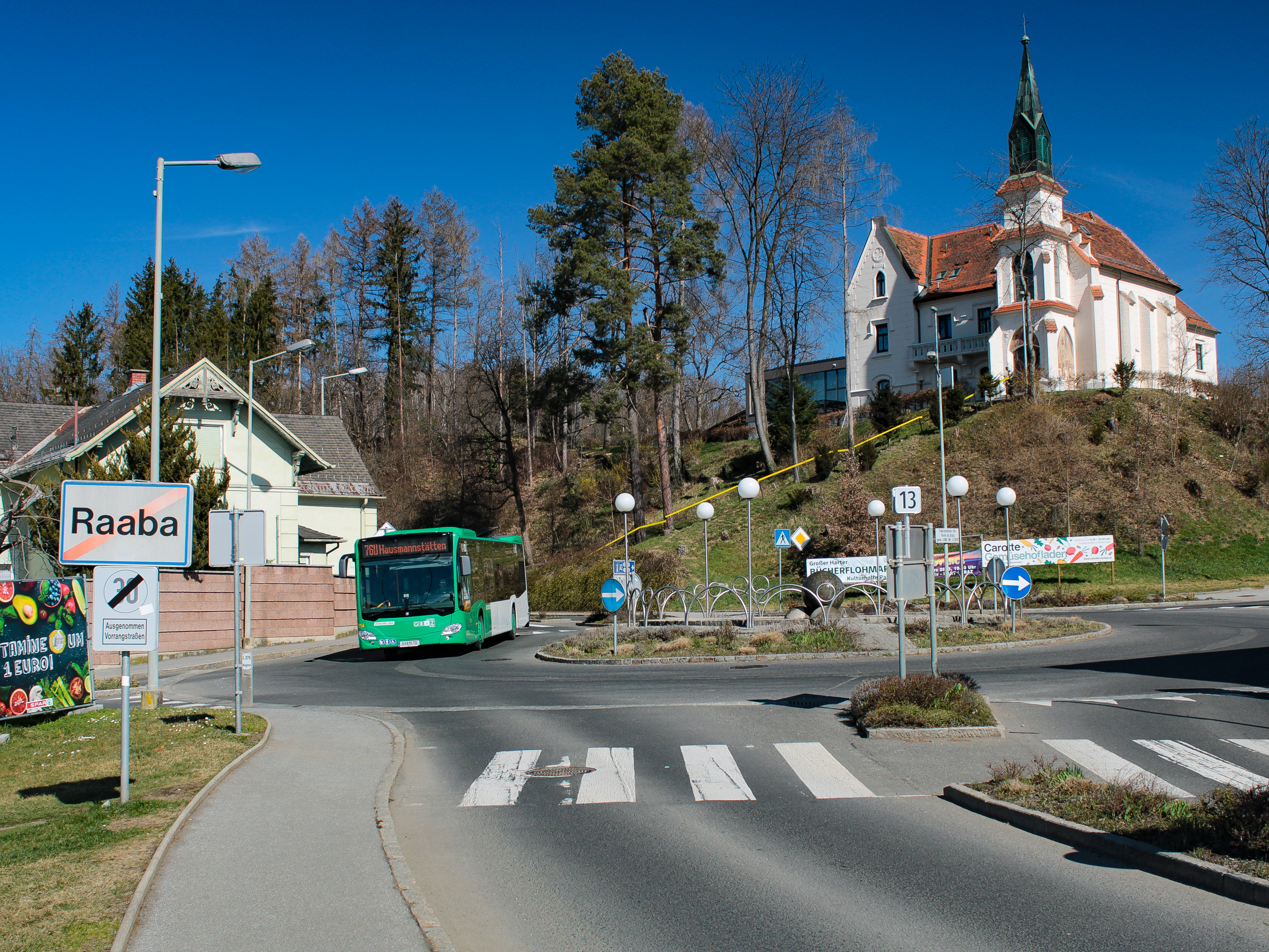
Bus der Graz Linien bei Raaba-Kreisverkehr

### Verkehr
Durch die Nähe zu Graz ist Raaba-Grambach sehr verkehrsgünstig gelegen. Die Süd Autobahn A 2 verläuft direkt durch das Gebiet und kann von allen Ortsteilen über die Anschlussstelle Puchwerk am Autobahnzubringer Graz-Ost erreicht werden.  Die Kirchbacher Straße B 73 kann im Nachbarort Hausmannstätten nach etwa zwei Kilometern erreicht werden.
In Raaba befindet sich ein Bahnhof der Steirischen Ostbahn, der stündliche Regionalzug-Verbindungen nach Graz und Gleisdorf bietet. Der Hauptbahnhof Graz ist circa acht Kilometer entfernt. Raaba-Grambach ist an das Busnetz der Graz AG Verkehrsbetriebe angeschlossen.
Die Entfernung zum Flughafen Graz beträgt circa sieben bis zehn Kilometer.

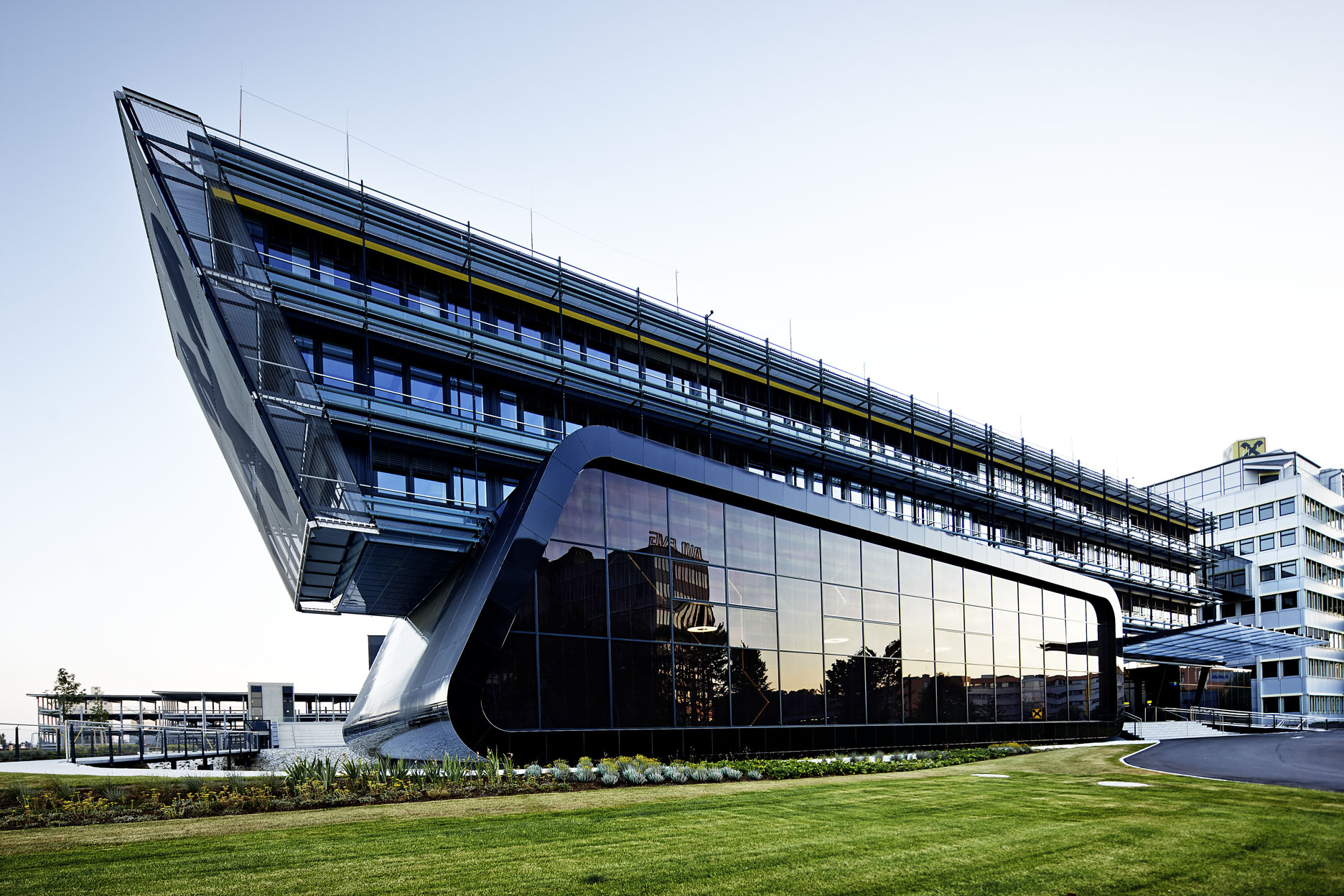
Raiffeisenbank Rechenzentrum

### Ansässige Unternehmen
In Raaba-Grambach haben u. a. folgende Betriebe Standorte:
- das Rechenzentrum und weitere Abteilungen der Raiffeisen-Landesbank Steiermark
- der Raiffeisenverband Steiermark
- die Alpenländische Veredelungsindustrie (AVI)
- die Entwicklungs- und Verwertungs GmbH (EVG)
- die Hutter und Schranz Zauntechnik (H+S)
- die Andritz Energy & Environment
- die NTS Netzwerk Telekom Service AG
- die Spari Stahlbau GmbH

Die Abwässer der Gemeinde werden in der Kläranlage der Stadt Graz in Gössendorf gereinigt und anschließend der Mur zugeführt.

## Politik

### Gemeinderat
- Die Gemeinderatswahl 2010 ergab folgende Mandatsverteilung (vor der Zusammenlegung): 9 SPÖ, 6 ÖVP.[8]
- Die Gemeinderatswahl 2015 ergab folgende Mandatsverteilung: 12 SPÖ, 7 ÖVP, 1 FPÖ, 1 GRÜNE.[9]
- Die Gemeinderatswahl 2020 ergab folgende Mandatsverteilung: 12 SPÖ, 7 ÖVP, 2 GRÜNE.[10]
- Die Gemeinderatswahl 2025 ergab folgende Mandatsverteilung: 13 SPÖ, 5 ÖVP, 2 FPÖ, 1 GRÜNE.[11]

### Bürgermeister
Bürgermeister von Raaba-Grambach ist Karl Mayrhold.

### Wappen

Wappen der Vorgängergemeinden
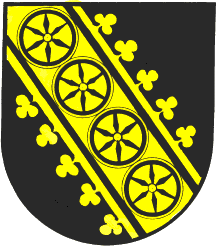
Raaba
Grambach

Beide Vorgängergemeinden hatten ein Gemeindewappen. Wegen der Gemeindezusammenlegung verloren diese mit 1. Jänner 2015 ihre offizielle Gültigkeit. Die Neuverleihung des Gemeindewappens für die Fusionsgemeinde erfolgte mit Wirkung vom 20. Oktober 2016.

Blasonierung (Wappenbeschreibung):
„Im schwarz und golden gerandeten roten Schild ein goldener, schwarz bordierter Schrägrechtsbalken, belegt mit vier allseits anstoßenden schwarzen sechsspeichigen Wagenrädern; aus dem Schildrand und dem Balken nach oben wachsend je drei goldene Reiser.“